# Spirits of the Air, Gremlins of the Clouds
Spirits of the Air, Gremlins of the Clouds és una pel·lícula independent de ciència-ficció australiana del 1989 dirigida, produïda i escrita per Alex Proyas, que estava fent el seu primer llargmetratge. És ambientada en un món post-apocalíptic en què dos germans viuen en una granja el silenci de la qual és interromput per un fugitiu anomenat Smith. Protagonitzada per Michael Lake, Rhys Davis i Norman Boyd, la pel·lícula es va rodar a prop de Broken Hill (Nova Gal·les del Sud) i als Supreme Studios Sydney i es va fer amb un pressupost de 500.000 dòlars australians.
Després de l'estrena, la pel·lícula va rebre crítiques diverses. Es desconeix quant va recaptar la pel·lícula a la taquilla, però va començar l'estatus de Proyas en el cinema.

## Argument
Els germans Felix i Betty Crabtree viuen sols en una granja en una planura desèrtica sense arbres. Les seves vides solitàries són interrompudes per un fugitiu amb un passat misteriós, que li dóna el nom de "Smith". Smith fuig cap al nord, un trio de figures sinistres a la seva persecució. Félix, que és  usuari de cadira de rodes, li diu a Smith que la ruta cap al nord està bloquejada per una paret infranquejable de penya-segats, i el convenç que l'única manera de viatjar més enllà d'ells és volant. Smith, al principi escèptic, finalment està convençut que el seu únic mitjà d'escapament és el pla de Felix de construir una "màquina voladora". Mentrestant, la Betty, religiosament inquieta, està convençuda que Smith és un dimoni de l'infern i fa els seus propis plans per desfer-se d'ell.

## Repartiment
- Michael Lake com a Felix Crabtree
- Rhys Davis (Melissa Davis) com a Betty Crabtree
- Norman Boyd (The Norm) com a Smith

## Recepció
El crític de cinema David Stratton va elogiar la pel·lícula per tenir una "visió especial", amb un disseny de producció brillant, però encara que més va opinar que "la pel·lícula frustra a causa de la seva letargia i la seva inflexió".
La revista Rolling Stone va qualificar l'enregistrament de la banda sonora "un àlbum d'una bellesa instrumental impressionant i paisatges sonors exquisits" i li va atorgar 4 estrelles.

## Re-estrena
El juny de 2018, el director Alex Proyas va publicar un tràiler al seu canal de YouTube per a una reestrena de la pel·lícula, remasteritzada a partir d'un negatiu original de 16 mm i amb una banda sonora restaurada de les mescles originals de Dolby Stereo. La pel·lícula es va tornar a estrenar internacionalment el setembre de 2018 en Blu-ray i DVD per Umbrella Entertainment. La banda sonora original del compositor Peter Miller també es va tornar a publicar com a edició del 30è aniversari.

## Reconeixements
| Premi                                                | Categoria                                                       | Subjecte       | Resultat  |
| ---------------------------------------------------- | --------------------------------------------------------------- | -------------- | --------- |
| Premis AACTA (1988 AFI Awards)                       | Millor disseny de producció                                     | Sean Callinan  | Nominat   |
| Premis AACTA (1988 AFI Awards)                       | Millor disseny de vestuari                                      | Angela Tonks   | Nominat   |
| Premis AACTA (1988 AFI Awards)                       | Millor disseny de vestuari                                      | Mathu Anderson | Nominat   |
| ARIA Music Award                                     | Millor banda sonora original, repartiment o àlbum d'espectacles | Peter Miller   | Nominat   |
| Festival Internacional de Cinema Fantàstic de Yubari | Premi especial                                                  | Alex Proyas    | Guanyador |